# 1560年8月21日日食
1560年8月21日日食是一次全食带经过北美洲北部、北大西洋及非洲北部，最终结束于印度洋的日全食。1560年8月21日，月球运行至地球和太阳之间。从地球观测，月球的角直径大于太阳，因而产生日全食。食甚位于现今的阿尔及利亚东北部。

## 观测记录
克里斯托佛·克拉乌在其1593年出版的著作中称，这次日食中，月球在“相当长的一段时间内”盖住了整个太阳，黑暗的程度甚至超过夜晚的时候，天空中出现星星，鸟因惊吓从空中坠落。当时对于这次日食的预报使法国民众陷入恐慌，大批群众排队参加和好聖事。一名牧师为了安抚人们，宣布由于等待进行铎告的人太多，决定“将日食推迟两周”。对此次日食的预测使当时13岁的第谷·布拉赫产生了对天文学的兴趣。

## 相关日食
本次日食属于日食沙羅週期118。

### 注脚
1. ↑  .   [2018-03-12]. （原始内容存档于2019-06-01）.
2. ↑  SOLAR ECLIPSES IN HISTORY （页面存档备份，存于） by Ken Poshedly
3. ↑  1969-, Håkansson, Håkan,. . . Stockholm: Atlantis. 2006. ISBN 9173531049. OCLC 184982721.

### 其他参考
- NASA chart graphics（页面存档备份，存于）
- Googlemap（页面存档备份，存于）
- NASA Besselian elements（页面存档备份，存于）